# Ödeshög

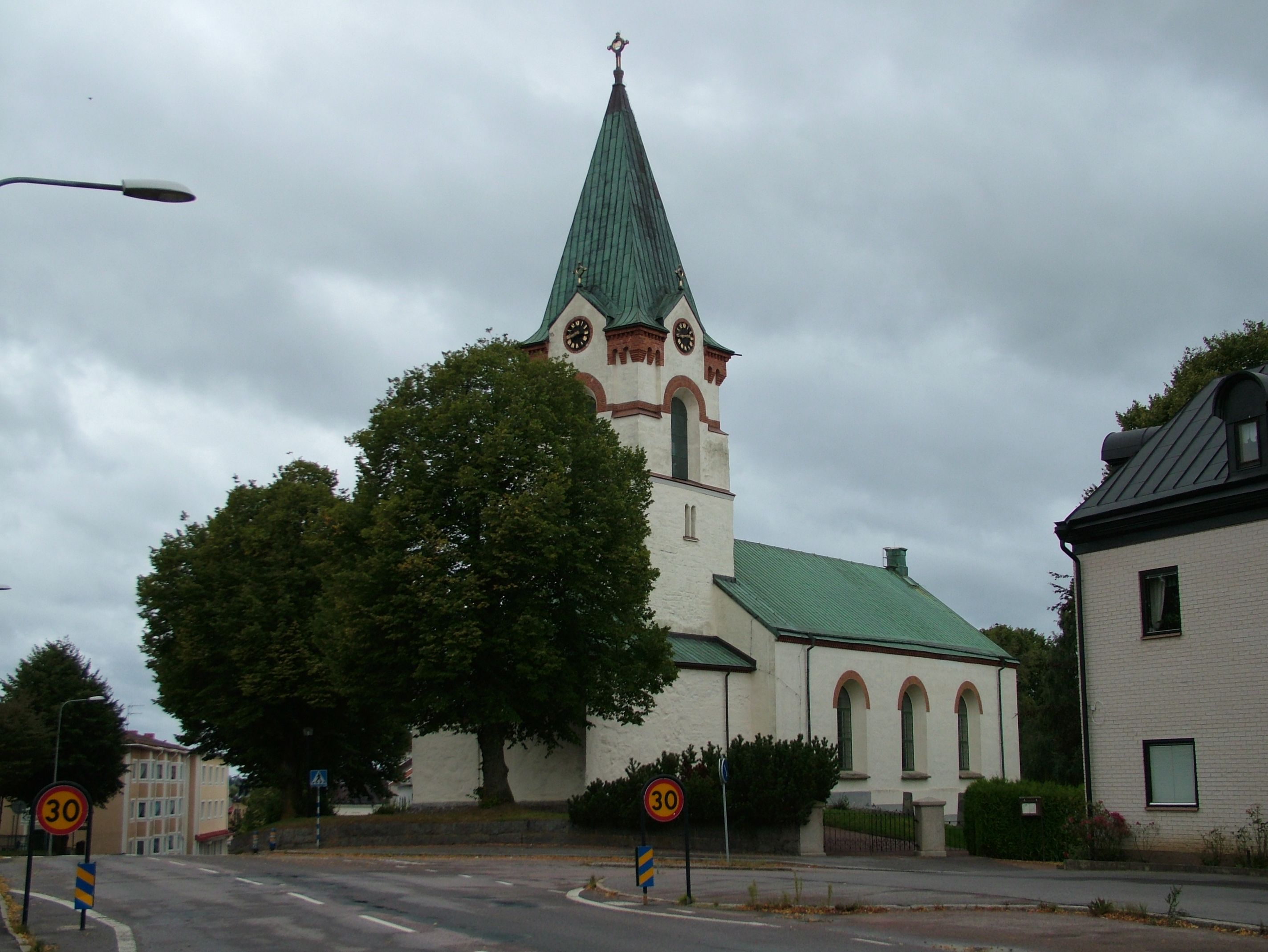
Die Kirche

Ödeshög ist ein Ort (tätort) in der Provinz Östergötlands län und der historischen Provinz Östergötland. Er ist zugleich der Hauptort der gleichnamigen Gemeinde.
Ödeshög liegt in der Nähe des Vättern. Im Ort befinden sich als Sehenswürdigkeiten die alte Kirche von Ödeshög, ein Heimathof und die alten Restaurants rund um den Marktplatz. Die beiden nächstgelegenen, größeren Städte sind das 66 km entfernte Linköping im Nordosten sowie Jönköping 67 km im Südwesten. Der ehemalige schwedische Fußballnationalspieler Klas Ingesson wuchs in Ödeshög auf.
Die Funde aus der Steinzeit und Felszeichnungen, die in der Umgebung von Ödeshög gemacht wurden, weisen auf eine frühe Besiedelung der Gegend hin. Ebenso wurden Ruinen von Gebäuden des Mittelalters entdeckt.